# Nikolaj Sokolov (kunstenaar)
Nikolaj Aleksandrovitsj Sokolov (Moskou, 1903 - aldaar, 2000) was een Russische beeldend kunstenaar. Hij was lid van het collectief Koekryniksy, dat karikaturen maakte waarin onder meer fascistische leiders als Hitler werden aangepakt. Daarnaast was hij werkzaam als schilder van landschappen, portretten en stillevens.
Met Porfiri Krylov en Michail Koeprijanov maakte hij vanaf rond 1924 politieke prenten voor kranten en (satirische) bladen als Krokodil. Vooral tijdens de Grote Vaderlandse Oorlog maakte de groep posters en bijtende tekeningen, die als kaarten achter het Duitse front werden afgeworpen.
Sokolov studeerde aan Vchoetmas, waar hij de andere leden van de groep ontmoette. Hij kreeg in zijn land verschillende staatsprijzen. In 1932 nam hij deel aan een tentoonstelling in Leningrad en in de periode 1946-1955 aan exposities in Moskou. Zijn werk bevindt zich onder meer in Tretjakovgalerij in Moskou.
- Gemeinsame Normdatei: 118615262
- International Standard Name Identifier: 0000 0003 9909 933X
- Library of Congress Control Number: n81117086
- Nationale Bibliotheek van Letland: 000114471
- Nationale Bibliotheek van Tsjechië: skuk0001298
- RKD-Nederlands Instituut voor Kunstgeschiedenis: 212100
- LIBRIS: 250491
- Système universitaire de documentation: 160305217
- Union List of Artist Names: 500086650
- Virtual International Authority File: 85156671
- WorldCat: E39PCjwBTVTdWbKk38tFYK9v73